# Riede (Fuhne)
Die Riede, nicht zu verwechseln mit der Reide, ist ein gut 23 km langer, linker Zufluss der Fuhne im Saalekreis und im Landkreis Anhalt-Bitterfeld in Sachsen-Anhalt.

## Verlauf
Die Riede entspringt im Saalekreis bei Oppin, etwa 8,8 km Luftlinie nördlich von Halle. Sie wendet sich erst in östliche, kurz vor Niemberg in nördliche Richtung. Nach durchfließen der beiden genannten Orte tangiert sie Eismannsdorf und erreicht den Landkreis Anhalt-Bitterfeld. Hier durchfließt bzw. tangiert sie Schrenz, Siegelsdorf, Rieda, Stumsdorf und Werben. Nun, wieder im Saalekreis, erreicht sie Ostrau und Werderthau. Weitere gut 2,3 km bachabwärts mündet sie unweit von Glauzig in den Saale-Zufluss Fuhne.

## Gewässergüte
Der Ober- und Mittellauf der Riede wird als stark verschmutzt (Güteklasse 3) und der Unterlauf als kritisch belastet (Güteklasse 2–3) bewertet. Die Belastung wird größtenteils auf die intensive Landwirtschaft zurückgeführt.